# Leucauge wulingensis
Leucauge wulingensis är en spindelart som beskrevs av Song och Zhu 1992. Leucauge wulingensis ingår i släktet Leucauge och familjen käkspindlar. Inga underarter finns listade i Catalogue of Life.